# Памятник Кириллу Туровскому (Гомель)
Памятник Кириллу Туровскому (бел. Помнік Кірылу Тураўскаму) — памятник гуманисту и просветителю XII века Кириллу Туровскому в городе Гомеле Беларусь.

## История и описание
В сквере Кирилла Туровского возле Гомельского областного драматического театра 4 сентября 2004 года был открыт памятник «Златоусту, паче всех воссиявшему нам на Руси» Кириллу Туровскому ко Дню белорусской письменности. Кирилл Туровский — епископ, писатель, философ и проповедник, за красноречие и глубину мысли получил имя «Златоуст». Авторы памятника: скульпторы Лев Николаевич Гумилевский и его сын Сергей Гумилевский, заслуженный архитектор Беларуси — Николай Фёдорович Жлоба .
Фигура Кирилла Туровского, отлитая из бронзы, высотой 3,5 метра, установлена на двухметровый гранитный постамент. В левой руке он держит свиток, на котором текст его молитвы: «О владыко пресвятый, избави господи град сей и страну сею от всякого зла».
На торжественном открытии памятника Кириллу Туровскому приняли участие руководители ряда министерств, области и Гомеля. Владимир Нестерович Дражин — заместитель премьер-министра Республики Беларусь, председатель организационного комитета по проведению Дня белорусской письменности в Турове сказал:

Памятники создаются на столетия, и этот памятник — подарок будущим поколениям нашей страны.
Валерий Степанович Селицкий является председателем правления Общества Кирилла Туровского, а также инициатором создания памятника Кириллу Туровскому в городе Гомеле, в своём выступлении подчеркнул:

Мы являемся свидетелями поистине значимого события: здесь, в самом центре нашего прекрасного Гомеля, открывается памятник Кириллу Туровскому — великой личности в истории восточного славянства. Этим знаменательным актом древняя и современная история белорусского народа и государства как бы связывается воедино ещё одной нитью.
Памятник Кириллу Туровскому освятил архиепископ Гомельский и Жлобинский Аристарх.